# 칠드런즈 머시 파크
칠드런즈 머시 파크(Children's Mercy Park)는 미국의 축구 경기장이다. MLS 스포팅 캔자스시티의 홈경기장이다.